# Враголан
У митологији и проучавању фолклора и религије, враголан је лик у причи (бог, богиња, дух, човек или антропоморфизам) који показује велики степен интелекта или тајног знања и користи га да збива трикове или на други начин не поштује уобичајена правила и пркоси конвенционалном понашању.
У народним причама Словена, враголан се назива Велес.